# Atropanthe sinensis
Atropanthe sinensis är en potatisväxtart som först beskrevs av Hemsley, och fick sitt nu gällande namn av Adolf Adolph A. Pascher. Atropanthe sinensis ingår i släktet Atropanthe och familjen potatisväxter. Inga underarter finns listade i Catalogue of Life.